# Kürschner Jakab
Kürschner Jakab (Mosdós, 1852. március 27. – Rákosliget, 1929. szeptember 28.) politikus, szerkesztő.

## Élete
1873-ban lett betegpénztári tisztviselő, majd a Nemválasztók Pártja, illetve az Általános Munkáspárt egyik irányítója volt. Szervezte a betegpénztár vidéki fiókjait, 1889 őszétől Engelmann Pállal közösen indított harcot a szociáldemokrata párt létrehozásáért. 1890-ben az újonnan létrejövő MSZDP vezetőségi tagja lett, illetve szerkesztője a párt lapjának, a Népszavának. 1893-ban a pártkongresszus után a munkásmozgalomtól visszavonult. A kommün alatt részt vett a községi tanács által végzett munkában, emiatt egy évvel később 7 havi börtönnel sújtották.